# Rohrdorf (Bawaria)
Rohrdorf – miejscowość i gmina w Niemczech, w kraju związkowym Bawaria, w rejencji Górna Bawaria, w regionie Südostoberbayern, w powiecie Rosenheim. Leży około 8 km na południowy wschód od Rosenheimu, przy autostradzie A8.

## Demografia
Dane o ludności z 31 grudnia 2008:
| Opis                                | Ogółem | Ogółem | Kobiety | Kobiety | Mężczyźni | Mężczyźni |
| ----------------------------------- | ------ | ------ | ------- | ------- | --------- | --------- |
| Jednostka                           | osób   | %      | osób    | %       | osób      | %         |
| Populacja                           | 5461   | 100    | 2729    | 49,97   | 2732      | 50,03     |
| Wiek przedprodukcyjny (0–17 lat)    | 1150   | 21,06  | 544     | 9,96    | 606       | 11,1      |
| Wiek produkcyjny (18–65 lat)        | 3336   | 61,09  | 1654    | 30,29   | 1682      | 30,8      |
| Wiek poprodukcyjny (powyżej 65 lat) | 975    | 17,85  | 531     | 9,72    | 444       | 8,13      |

## Polityka
Wójtem gminy jest Christian Praxl z CSU, wcześniej funkcję tę sprawował Fritz Tischner, rada gminy składa się z 20 osób.
|      | CSU | SPD | BB | FWBHA | FWG | Razem |
| 2008 | 8   | 2   | 6  | 3     | 1   | 20    |
| 2002 | 7   | 3   | 5  | 3     | 2   | 20    |

## Współpraca
Miejscowości partnerskie:
- Rosate, Włochy
- Schattendorf, Austria
- Tarnowo Podgórne, Polska